# Arbatskibucht
Die Arbatskibucht (russisch Арбатский залив Arbatski saliw) ist ein Eishafen vor der Prinzessin-Martha-Küste des ostantarktischen Königin-Maud-Lands. Die Bucht liegt am Rand des Fimbul-Schelfeises.
Russische Wissenschaftler nahmen die Benennung vor.